# Saranghanda, saranghaji ahnneunda
Pour plus de détails, voir Fiche technique et Distribution.
Saranghanda, saranghaji ahnneunda (사랑한다, 사랑하지 않는다) est un film sud-coréen réalisé par Lee Yoon-ki, sorti en 2011.

## Synopsis
Un homme conduit sa femme à l'aéroport en voiture. Il lui suggère qu'il va emménager chez elle mais elle lui annonce qu'elle a rencontré un autre homme.

## Fiche technique
- Titre : Saranghanda, saranghaji ahnneunda
- Titre original : 사랑한다, 사랑하지 않는다
- Titre anglais : Come Rain, Come Shine
- Réalisation : Lee Yoon-ki
- Scénario : Areno Inoue et Lee Yoon-ki
- Photographie : Jang Hyeong-wook
- Montage : Kim Hyeong-ju
- Production : Oh Jung-wan
- Société de production : B.O.M. Film Productions et East Gate Partners
- Pays :  Corée du Sud
- Genre : Drame
- Durée : 105 minutes
- Dates de sortie : 
  - Corée du Sud : 3 mars 2011

## Distribution
- Hyun Bin : l'homme
- Im Soo-jeong : la femme

## Distinctions
Le film est présenté en sélection officielle en compétition à la Berlinale 2011.